# Anaparastasi
Anaparastasi (Αναπαράσταση, la reconstrucció) és una pel·lícula dramàtica grega en blanc i negre independent del 1970 dirigida per Theo Angelópulos. És el primer llargmetratge del director. Tot i que es basa en fets reals, els transcendeix per recordar els antics mites dels Atrides i la Clitemnestra.
El 1986, l'Associació de Crítics de Cinema Grecs la va nomenar la tercera millor pel·lícula grega de la història.

## Sinopsi
En un poble remot de l'Epir, una dona, Eleni assassina el seu marit Kostas, que acabava de tornar d'Alemanya, on ell havia anat a treballar, amb l'ajuda del seu amant Christos. El crim mai es mostra a la pantalla. Els protagonistes (jutges, policies, periodistes) intenten reconstruir els fets i entendre una notícia que se'ls escapa. Finalment es fa un retrat sociològic de l'Epir grec, sacsejada per la degradació econòmica, l'emigració, la repressió sexual i religiosa i la intervenció de la policia com a cos merament repressiu.

## Repartiment
- Toula Stathopoulou: Eleni Gousis
- Yannis Totsikas: Ranger Hristos Gikas
- Thanos Grammenos: Germà d'Eleni
- Petros Hoedas: Investigador
- Mihalis Fotopoulos: Kostas Gousis
- Yannis Balaskas: Oficial de policia
- Nicos Alevras: Ajudant de l'invsetigador
- Alekos Alexiou: oficial de policia
- Theo Angelopoulos, Christos Paliyannopoulos, Telis Samandas, Panos Papadopoulos, Adonis Lykouresis, Giorgos Arvanitis, Mersoula Kapsali: periodistes

## Premis
Va ser guardonada com a millor pel·lícula, millor director, millor actriu secundària i millor fotografia al Festival de Cinema Grec de Tessalònica el 1970, així com a la millor pel·lícula estrangera al Festival de Hyères, Federació Internacional de Crítics de Cinema Menció especial al 21è Festival Internacional de Cinema de Berlín i al Prix Georges-Sadoul el 1971.